# Tomasz Cieślak
Tomasz Dominik Cieślak (ur. 1966 w Łodzi) – polski literaturoznawca i krytyk literacki.

## Życiorys
Jest absolwentem XXVIII LO im. Władysława Broniewskiego w Łodzi. W 1990 ukończył studia filologii polskiej na Uniwersytecie Łódzkim i w tym samym roku rozpoczął pracę zawodową na macierzystej uczelni. W 1997 obronił pracę doktorską Bóg agnostyków i ateistów w wierszach Leśmiana, Tuwima i poetów rewolucyjnych (Niereligijne przedstawienia Boga w poezji dwudziestolecia międzywojennego) napisaną pod kierunkiem profesor Aliny Kowalczykowej. W 2012 habilitował się na podstawie pracy Nowa poezja polska wobec tradycji. Lektura relacyjna.
Podczas studiów uczestniczył w nielegalnej działalności studenckiej – brał udział w reaktywacji samorządu studenckiego w UŁ, działał w organizacji Civitas Academica związanej z Ruchem Młodej Polski, współpracował z Niezależnym Zrzeszeniem Studentów. Był jednym z założycieli Stowarzyszenia Literackiego im. K. K. Baczyńskiego w Łodzi. Jest zatrudniony na stanowisku profesora uczelni w Zakładzie Literatury i Tradycji Romantyzmu Uniwersytetu Łódzkiego (Instytut Filologii Polskiej i Logopedii, Wydział Filologiczny). w latach 2016–2020 był prorektorem do spraw studenckich.
Przedmiotem jego zainteresowań badawczych jest dwudziestowieczna i najnowsza literatura polska, krytyka literacka oraz regionalne życie literackie. 

## Prace
Książki autorskie:
W poszukiwaniu ostatecznej Tajemnicy. Szkice o polskiej literaturze XX wieku i najnowszej, Łódź 2009
Nowa poezja polska wobec poprzedników. Lektura relacyjna, Łódź 2011
Łódź. Szkice o literaturze, przestrzeni i historii, Łódź 2023
Współredakcja i współautorstwo książek zbiorowych, opracowania naukowe:
Dlaczego Herbert. Wiersze i komentarze, red. Krystyna Poklewska, Tomasz Cieślak, Jerzy Wiśniewski, Łódź 1992
Twórczość Bolesława Leśmiana. Studia i szkice, red. Tomasz Cieślak, Barbara Stelmaszczyk, Kraków 2000
Poezje Bolesława Leśmiana. Interpretacje, red. Barbara Stelmaszczyk, Tomasz Cieślak, Kraków 2000
Literatura polska 1990–2000, t. 1–2, red. Tomasz Cieślak, Krystyna Pietrych, Kraków 2002 
Nieszczęsny Cagliostro. Nieznane teksty Juliana Tuwima, Łódź 2003, ISBN 83-87522-62-7.
Płeć w literaturze i filmie XX wieku. Materiały studenckiej konferencji naukowej, Łódź, 13-15 maja 2002 roku, red. Marzena Woźniak-Łabieniec, Tomasz Cieślak, Łódź 2005
Poetyckie obrazy śmierci. Od przełomu romantycznego do dziś. Materiały studenckiej konferencji naukowej, Łódź, 3–5 kwietnia 2006 roku, red. Tomasz Cieślak, Marzena Woźniak-Łabieniec, Łódź 2006
Poza światem... Baśniowość, magia, oniryzm w literaturze, red. Marzena Woźniak-Łabieniec, Tomasz Cieślak, Łódź 2007
Julian Tuwim. Biografia, twórczość, recepcja, red. Krystyna Ratajska, Tomasz Cieślak, Łódź 2007
Nowa poezja polska. Twórcy – tematy – motywy, red. Tomasz Cieślak, Krystyna Pietrych, Kraków 2009
Cielesność w polskiej poezji najnowszej, red. Tomasz Cieślak, Krystyna Pietrych, Łódź 2010
Nie w pierwszym szeregu. O poetach lat 90., red. Tomasz Cieślak, Tomasz Dalasiński, Toruń 2015
Budzi się Łódź.... Obrazy miasta w literaturze do 1939. Antologia, red. Katarzyna Badowska, Tomasz Cieślak, Krystyna Pietrych, Piotr Pietrych, Krystyna Radziszewska, Łódź 2020
Słownik kultury literackiej Łodzi do 1939 roku, red. Katarzyna Badowska, Tomasz Cieślak, Krystyna Pietrych, Karolina Kołodziej, Dariusz Dekiert, Ewa Wiatr, Monika Kucner, Krystyna Radziszewska, Anna Warda, Łódź 2022
City of Modernity. Łódź, ed. Katarzyna Badowska, Tomasz Cieślak, Krystyna Pietrych, and Krystyna Radziszewska, Wiesbaden 2023